# 栽秧泡
栽秧泡（学名：Rubus ellipticus var. obcordatus）为蔷薇科悬钩子属下的一个变种。

## 扩展阅读
- 栽秧泡的图片[]